# Parlement du Kurdistan en exil
Le Parlement du Kurdistan en exil, abrégé PKDW pour Parlamena Kurdistanê li Derveyî Welêt, est une institution kurde à vocation représentative, non élue. Le PKDW est fondé en 1995 et est dissous en 2000. Ses membres et commissions intègrent le KNK (Congrès national du Kurdistan), créé en 1999.

## Histoire

### Genèse
L'idée de constituer une assemblée législative et représentative du Kurdistan est développée dès 1993 par le secrétaire général du Parti des travailleurs du Kurdistan, Abdullah Öcalan, inspiré par les modèles de Congrès national africain ou du Congrès indien.
La répression des partis politiques pro-kurdes légaux en Turquie, comme le HEP (Parti du travail du peuple, interdit en 1993), le DEP (Parti de la démocratie, interdit en 1994) ou le HADEP (fondé en 1994), va pousser beaucoup de leurs cadres à s'expatrier. C'est particulièrement l'arrestation et l'emprisonnement des députés du HEP Leyla Zana, Hatip Dicle, Selim Sadak et Orhan Doğan en 1993, en même temps que le Parquet lance une procédure d'interdiction du DEP, qui incite les autres députés de la formation à chercher asile en Europe,.

### Fondation
La première session plénière se déroule du 12 au 16 avril 1995 à La Haye.  Son siège est établi à Bruxelles. Le parlement est alors composé de 65 membres, dont plusieurs députés exilés du HEP et du DEP, mais aussi des représentants de différentes associations kurdes et assyriennes. Abdullah Öcalan salue l'initiative, déclarant qu'elle est le premier pas vers la constitution d'un congrès national du Kurdistan, et appelant tous les organisations kurdes de Turquie, de Syrie, d'Iran et d'Irak à participer à l’assemblée. 
Toutefois, alors que toutes les associations proches du PKK, ainsi que les associations assyriennes et syriaques se joignent au projet, le Parti démocratique du Kurdistan d'Irak, l'Union patriotique du Kurdistan d'Irak et le Parti socialiste du Kurdistan de Kemal Burkay refuseront toujours de le faire. 
Lors de la première session, le 12 avril 1995, l'ancien représentant de Mustafa Barzanî pour l'Europe Îsmet Şerîf Wanlî (1924-2011) prononce le discours d'ouverture. Il est élu président, tandis que l'ancien député et président du DEP Yaşar Kaya assume la fonction de porte-parole. Un comité exécutif  de quinze membres est élu, présidé par un autre député du DEP en exil, Zübeyir Aydar. Sept commissions sont créées : affaires juridiques, relations internationales, culture et éducation, communautés ethniques et religieuses, information, questions féminines, enfance.

### Objectifs
L'objectif principal du PKDW est de pouvoir représenter les intérêts du peuple kurde auprès de l'ONU. Mais le fait qu'il soit associé au PKK le handicape profondément. Ainsi, les États-Unis, l'Allemagne, la Grande-Bretagne et la France refusent de lui reconnaître une quelconque légitimité.

## Évolution: vers le KNK
Lors d'une assemblée extraordinaire tenue les 24-26 mai en 1999, sur proposition d'Abdullah Öcalan, est fondé à Amsterdam le Congrès national du Kurdistan ou KNK (Kongra Netewî ya Kurdistan). Son siège sera aussi à Bruxelles et il sera présidé par Îsmet Şerîf Wanlî. Le PKDW se dissout alors et ses membres intègrent les commissions du KNK,. Le conseil exécutif du KNK est composé d'Abdurrahman Cadirci, de Zubeyir Aydar (ancien député du DEP), de Nadir Nadirov, de Fikri Aho, de Haci Ahmedi et de Nebil Hasan.
Ce changement est motivé par la volonté de présenter une solution à la question kurde qui ne toucherait pas aux frontières étatiques, et de changer l'image d'une assemblée d'exilés qui serait trop éloignée des événements au Kurdistan. Mais le KNK ne parviendra pas à obtenir plus d'influence ni de reconnaissance que le PKDW, d'autant plus que le PDK, l'UPK et le PSK (de Kemal Burkay) continueront de le boycotter. Certains membres du PKDW, comme Yaşar Kaya, refusent cette évolution et se retirent de l'activité politique.